# Geneva County
Geneva County is een county in de Amerikaanse staat Alabama.
De county heeft een landoppervlakte van 1.493 km² en telt 25.764 inwoners (volkstelling 2000). De hoofdplaats is Geneva.
De Schietpartij in Geneva County is met tien doden de dodelijkste in de geschiedenis van de staat.